# Javier Martina
Pour les articles homonymes, voir Martina.
Javier Martina est un footballeur curacien, né le 1er février 1987 à Willemstad (Curaçao), jouant au poste d'attaquant.

## Biographie

### Carrière en sélection
International curacien, Javier Martina a disputé trois matches de qualification pour la Coupe du monde 2014 sans pouvoir marquer de but.

## Palmarès
- Toronto FC
  - Championnat canadien 2011